# Heterophasia gracilis
Heterophasia gracilis là một loài chim trong họ Leiothrichidae.